# 30265 Rominagarcia
30265 Rominagarcia este o planetă minoră (asteroid), cu un diametru de 1,944 km, din centura de asteroizi. A fost descoperită pe 26 aprilie 2000 la Stația Anderson Mesa de Lowell Observatory Near-Earth-Object Search. 
Obiectul prezintă o orbită caracterizată de o semiaxă mare de 2,2871513 UAi, o excentricitate de 0,01, o înclinație de 4,12996 ° în raport cu ecliptica.